# Teen Days
Teen Days è una serie televisiva d'animazione italiana, nata da un'idea di Elena Mora, prodotta da Angelo Poggi in co-produzione con Cartoon One e Rai Fiction. La serie, essendo incentrata sulla musica, è ricca di canzoni, scritte da Giovanni Cera e Angelo Poggi.
I primi 13 episodi sono stati trasmessi da Rai 2 dal 26 gennaio 2010 il martedì e giovedì alle ore 7:25, mentre i rimanenti 13 episodi sono stati trasmessi dal 2 agosto 2010, dal lunedì al venerdì, alle 9:40.
La serie è stata candidata al Kidscreen Award di New York come Migliore serie televisiva.

## Trama
La serie narra di sei ragazzi accomunati dalla passione per la musica. In città c'è la Musix School, una scuola musicale, che oltre alle materie basilari, aggiunge le materie di performing arts (ballo, canto, musica). I sei ragazzi, Max, Isabel, Elia, Leo, Sara e Thomas, vogliono sfondare nel mondo della musica, quindi formano un gruppo chiamato Teen Days. Tra rivalità, sfide, amicizie, amori e tipici problemi adolescenziali cercheranno di vincere il Music One, un ambito torneo internazionale tra Licei Musicali.

## Personaggi

### Teen Days
Sono i protagonisti della storia.
- Max è un ragazzo leale e sincero. È il cantante del gruppo, è bello e popolare e a scuola ha molto successo con le ragazze, però l'unica che gli interessa è Isabel di cui è perdutamente innamorato.
- Isabel è la seconda cantante del gruppo, oltre a essere una ragazza ottimista a cui piace molto la vita, ama anche cantare e ballare. Proviene dal Sud America e piace molto ai ragazzi, però prova qualcosa per Elia.
- Elia è il chitarrista del gruppo, ed è anche il compositore delle musiche dei Teen Days. Si definisce uno spirito ed è famoso per i suoi ritardi, è innamorato di Isabel.
- Leo è un ragazzo che ama l'hip hop e il free style (skateboard) e ha fama di essere un "secchione", anche se non gli importa di come lo definiscono; il suo impegno nello studio è dovuto anche alle pressioni da parte del padre. Nel gruppo suona il basso e scrive canzoni. All'inizio si innamora di Isabel ma poi si innamorerà di Alessia.
- Sara è la batterista dei Teen Days, ama la musica rock, è una ragazza molto ricca e le piace vestirsi sempre con una tuta che lei definisce comoda. È innamorata di Max.
- Thomas è stato l'ultimo ad entrare nel gruppo ed è il DJ e tastierista. È un mago del computer. Ama mangiare a qualsiasi ora e in ogni circostanza. Innamorato di Sara.

### Victory
Sono gli avversari dei Teen Days, e hanno uno stile completamente diverso dai loro rivali.
- Kay il leader, cantante e chitarrista dei Victory, è un tipo aggressivo, violento e freddo. Però prova qualcosa per Isabel che tenterà far diventare la cantante dei Victory, ma lei non vorrà.
- Kaylee è la cantante e seconda chitarra dei Victory, nonché fidanzata storica di Kay. Ha un look spiccatamente dark ed è gelosa di Isabel.
- Sid suona il basso nel gruppo e, insieme a Rot, esegue i loschi piani di Kay ai danni dei Teen Days.
- Rot è il batterista del gruppo, ama l'hard rock.

### Personaggi secondari
- Cornelius Tiberi è il preside della Musix School, è molto stimato dagli studenti della scuola e spera di vincere il Music One grazie a un gruppo qualsiasi della scuola.
- Professor De Luca è uno degli insegnanti della scuola, ha un ottimo rapporto con gli studenti e ha un obiettivo in comune con il preside: vincere il Music One.
- Madame Melody, regista del programma più seguito della TV locale.
- Nonno: non si sa il suo nome preciso ma viene chiamato così da tutti; dà saggi consigli ai Teen Days.
- Lolli è la sorellina minore di Elia, ha sei anni ed è molto intelligente.
- Marco è il gestore della gelateria dove i Teen Days si ritrovano; ha un look aggressivo, ma è un buon amico per il gruppo.
- Rocky è il chihuahua di Sara, definito il settimo Teen Days. Amato da tutto il gruppo, è un cane molto vivace. Mangia di tutto ed è un simpaticone.
- Alessia è un'allieva della Musix School che, a causa del suo amore per Leo, si spaccia per la cugina di Alessia con il solo scopo di farsi notare, ma viene infine scoperta.

## Episodi
| N° | Titolo italiano            | Prima TV Italia   |
| -- | -------------------------- | ----------------- |
| 1  | Musix School               | 26 gennaio 2010   |
| 2  | Un posto per suonare       | 28 gennaio 2010   |
| 3  | Thomas un genio per amico  | 2 febbraio 2010   |
| 4  | Talent Show                | 4 febbraio 2010   |
| 5  | Il compleanno di Isabel    | 9 febbraio 2010   |
| 6  | Elia grande cuoco          | 11 febbraio 2010  |
| 7  | Halloween il musical       | 16 febbraio 2010  |
| 8  | Giulietta e Romeo          | 18 febbraio 2010  |
| 9  | Overt the top              | 23 febbraio 2010  |
| 10 | Il Plagio                  | 25 febbraio 2010  |
| 11 | Un concerto sul web        | 2 marzo 2010      |
| 12 | L'apparenza inganna        | 4 marzo 2010      |
| 13 | S.O.S. Teen Days           | 9 marzo 2010      |
| 14 | Voglia di libertà          | 19 agosto 2010    |
| 15 | Il sorriso di Sara         | 20 agosto 2010    |
| 16 | Illusioni in vendita       | 23 agosto 2010    |
| 17 | Il rivale                  | 24 agosto 2010    |
| 18 | Chi la fa l'aspetti        | 25 agosto 2010    |
| 19 | Una giornata storta        | 26 agosto 2010    |
| 20 | Il reality                 | 27 agosto 2010    |
| 21 | Il sabotaggio di Kay       | 30 agosto 2010    |
| 22 | Rocky vs. Cyberdog         | 31 agosto 2010    |
| 23 | Max e Kay, la sfida finale | 1º settembre 2010 |
| 24 | Il brutto anatroccolo      | 2 settembre 2010  |
| 25 | Music One                  | 3 settembre 2010  |
| 26 | Rock Star                  | 6 settembre 2010  |

## Doppiaggio
Il doppiaggio della serie è curato da DIGIDUB e diretto da Dario De Santis, assistito da Alida Brandi e supervisionato dal regista Maurizio Nichetti.
| Personaggio                   | Doppiatore italiano   |
| ----------------------------- | --------------------- |
| Dj Alex                       | Nanni Venditti        |
| Isabel                        | Ilaria Latini         |
| Max                           | Daniele Raffaeli      |
| Sara                          | Perla Liberatori      |
| Elia                          | Davide Perino         |
| Thomas                        | Simone Crisari        |
| Leo                           | Alessio De Filippis   |
| Kay                           | Gabriele Lopez        |
| Kaylee                        | Eva Padoan            |
| Preside                       | Elio Marconato        |
| Nonno                         | Stefano Oppedisano    |
| Giovanni                      | Mino Caprio           |
| Carlos                        | Nicola Marcucci       |
| Prof. De Luca                 | Marco De Risi         |
| Marco                         | Mimmo Strati          |
| Lolli                         | Eva Padoan            |
| Helen                         | Gemma Donati          |
| Diana                         | Letizia Ciampa        |
| Serena                        | Barbara Pitotti       |
| Alessia/Martina Mercury/Polly | Valentina Pallavicino |
| Angel                         | Gianluca Crisafi      |

## Colonna sonora
Le canzoni dei Teen Days e dei Victory sono interpretate da Cartoon Family. La voce di Isabel è quella di Lucia Miccinilli, quella di Max è di Nicola Gargaglia, ad interpretare Kay è il suo stesso doppiatore, Gabriele Lopez, mentre Kaylee quando canta ha la voce di Zeleika Scatolla.
In totale, i brani sono diciannove:
1. È quello che senti - Teen Days
2. Lasciami andare - Teen Days
3. Una stella sarai (Sigla iniziale) - Teen Days
4. Un brivido sei (Sigla finale) - Teen Days
5. Segui il ritmo - Teen Days
6. C'è di più - Teen Days
7. Senza amore - Teen Days
8. Feel the rhythm - Teen Days
9. Romeo e Giulietta - Teen Days
10. New generation - Teen Days
11. Musix School - Allievi della scuola
12. Se mi cercherai - Victory
13. Quiero me vida - Teen Days
14. Voglio te - Victory
15. Ci manca - Teen Days
16. Danzerò con te - Sky Angels
17. I can dance and love - Teen Days
18. Sei qui - Teen Days[3]
19. Sei come sei - Teen Days con le Candy Sisters

Le prime sei tracce sono state raccolte in un CD uscito il 30 marzo 2010.

## Home Video
In Italia, i DVD della serie sono prodotti dalla Delta Pictures e distribuiti dalla Sony Pictures Home Entertainment. In Francia, i DVD vengono pubblicati dalla TF1 Video, mentre in Germania dalla Just Bridge Entertainment.

## Merchandising
La casa editrice Mondadori Editore ha pubblicato due romanzi, la cui autrice è la scrittrice Elena Mora.
- Elena Mora, Teen Days. Tutti i segreti, Mondadori Editore, 2009,  p. 64, ISBN 978-88-04-59780-3.
- Elena Mora, Teen Days. Un anno alla Musix School., Mondadori Editore, 2010,  p. 216, ISBN 978-88-04-59779-7.

Tra il merchandising, è stato pubblicato l'album di figurine dedicato ai Teen Days da parte di Panini, per un totale di 208 figurine su 32 pagine. Sono presenti 24 figurine olografiche con effetto "luci del palcoscenico" e altre 24 figurine in raso con glitter.

## Teen Daysnel mondo
| Paese                                 | Canale                                                 | Titolo |
| ------------------------------------- | ------------------------------------------------------ | --- |
| Italia                                | Rai 2, Rai Gulp, Planet Kids                           | Teen Days |
| Francia                               | Disney Channel                                         | Teen Days, Futures Stars                                                                                              |
| Grecia                                | Star Channel                                           | Teen Days, τα αστέρια του μέλλοντος                                                                                   |
| Cipro                                 | Cyprus Broadcasting Corporation, Boomerang             | Εφηβικές Μέρες |
| Stati Uniti                           | Disney Channel                                         | Teen Days |
| Messico                               | Disney Channel                                         | Teen Days, las estrellas del futuro                                                                                   |
| Germania                              | Disney Channel, KiKA                                   | Teen Days, die Stars der Zukunft                                                                                      |
| Australia Nuova Zelanda               | Cartoon Network, ABC (Australia), TVNZ (Nuova Zelanda) | Teen Days, the stars of the Future                                                                                    |
| Spagna                                | Telecinco, Boing                                       | Teen Days, las estrellas del futuro                                                                                   |
| India                                 | Disney XD                                              | |
| Filippine                             | Disney XD                                              | Teen Days, the Stars of the Future                                                                                    |
| Turchia                               | Disney XD, TRT Çocuk                                   | Teen Days, Geleceğin Yıldızları                                                                                       |
| Slovenia                              | Disney Channel                                         | Teen Days, zvezde prihodnosti                                                                                         |
| Danimarca                             | Disney Channel, DR Ramasjang                           | Teen Days, Fremtidens stjerner                                                                                        |
| Svezia                                | Disney Channel, SVT Barnkanalen                        | Teen Days, Framtidens Stjärnor                                                                                        |
| Norvegia                              | Disney Channel, NRK Super                              | Teen Days, Fremtidens stjerner                                                                                        |
| Finlandia                             | Disney Channel, Yle TV2                                | Teen Days, tulevaisuuden tähdet                                                                                       |
| Rep. Ceca Ungheria Romania Slovacchia | Megamax                                                | Teen Days, hvězdy budoucnosti Teen Days, Stelele Viitorului Teen Days, hviezdy budúcnosti Teen Days, a jövő csillagai |
| Polonia                               | Disney Channel, Teletoon+                              | Teen Days, gwiazdy przyszłości                                                                                        |
| Paesi Bassi                           | Disney Channel                                         | Teen Days, de sterren van de toekomst                                                                                 |
| Vietnam                               | Disney Channel                                         | Teen Days, những ngôi sao của tương lai                                                                               |